# 순천 정혜사 대웅전
순천 정혜사 대웅전(順天 定慧寺 大雄殿)은 대한민국 전라남도 순천시 서면, 정혜사에 있는 건축물이다. 1984년 11월 30일 대한민국의 보물 제804호로 지정되었다.

## 개요
정면 3칸, 측면 2칸, 팔작지붕이다. 조선시대 때 축조했다. 742년 경덕왕 때 보조국사가 건립한 것으로 추정되며 대웅전은 정면 3칸, 측면 2칸의 단층 팔작으로 다포계이다. 내부의 3, 4출목의 살미 첨차는 운공형으로 길게 대들보를 받치고 있고 첨차의 모서리 부분이 교두형으로 되어 있다.

## 현지 안내문
정혜사는 대략 9세기에서 13세기 사이에 창건된 것으로 추정된다. 송광사 제6세 원감국사 충지 스님이 여기에 머무르면서 크게 부흥하였는데 정유재란으로 인해 큰 피해를 입었다고 전해진다. 이후 광해군 9년(1617년)과 철종 5년(1854년)을 비롯하여 이후 여러 차례에 걸쳐 고쳐지었다는 기록이 있다.
대웅전은 정면 3칸, 측면 2칸의 단층 팔작집으로 기둥 사이마다 1구씩의 공포를 얹었다. 특히 공포의 아랫단에 놓여 있는 주두의 모양이 매우 독특하다. 계단위에는 용머리 모양의 조각이 있고 아랫부분에는 태극 무늬를 띤 소맷돌이 남아 있는데 이는 조선 시대 목조 건축의 여러 양식을 찾아볼 수 있는 중요 자료로서 건물이 상당한 격조를 갖추었음을 알 수 있다.

## 참고자료
- 정혜사대웅전 - 국가유산청 국가유산포털